# Ла-Кассень
Ла-Кассе́нь (фр. La Cassaigne) — коммуна во Франции, находится в регионе Лангедок — Руссильон. Департамент коммуны — Од. Входит в состав кантона Фанжо. Округ коммуны — Каркасон.
Код INSEE коммуны — 11072.

## Население
Население коммуны на 2008 год составляло 189 человек.
| 1962 | 1968 | 1975 | 1982 | 1990 | 1999 | 2008 |
| ---- | ---- | ---- | ---- | ---- | ---- | ---- |
| 164  | 203  | 182  | 171  | 158  | 183  | 189  |

## Экономика
В 2007 году среди 93 человек в трудоспособном возрасте (15—64 лет) 64 были экономически активными, 29 — неактивными (показатель активности — 68,8 %, в 1999 году было 64,5 %). Из 64 активных работали 57 человек (30 мужчин и 27 женщин), безработных было 7 (4 мужчин и 3 женщины). Среди 29 неактивных 6 человек были учениками или студентами, 10 — пенсионерами, 13 были неактивными по другим причинам.